# Joe Alves
Joseph M. Alves (San Leandro, California, Estados Unidos; 21 de mayo de 1938) es un cineasta y diseñador de producción estadounidense, reconocido principalmente por su trabajo en las tres primeras películas de la saga cinematográfica de Tiburón, dirigiendo la tercera entrega, Tiburón 3-D, en 1983.

## Carrera
Alves colaboró en tres largometrajes para Steven Spielberg, iniciando con The Sugarland Express. Diseñó los tres tiburones mecánicos para la película Tiburón (1975) junto con el técnico de efectos mecánicos Bob Mattey, supervisando su construcción física en Sun Valley. Una vez que los tiburones fueron terminados, se trasladaron en camión al lugar de rodaje, pero desafortunadamente no habían sido probados en el agua, lo que causó una serie de retrasos que se han convertido en un hito cinematográfico con el paso del tiempo.
Trabajó en Tiburón 2 (1978) como diseñador de producción y como director de segunda unidad. Luego del despido del director original John D. Hancock, se sugirió que Alves dirigiera la cinta con Verna Fields. Sin embargo, se contrató a Jeannot Szwarc para completar la película.
Dirigió Tiburón 3-D (1983), película que aprovechó el resurgimiento de la popularidad del 3-D en ese momento. Sin embargo, esta tercera entrega de la saga tuvo una pésimas recepción por parte de la crítica, y Variety criticó a Alves por no haber "perseverado lo suficiente en el Gran Blanco". Fue nominado como "peor director" en los Golden Raspberry Awards de 1983. Tiburón 3-D fue su única película como director.

## Premios y reconocimientos
Por su trabajo en Encuentros cercanos del tercer tipo, Alves fue nominado a un Premio de la Academia a la Mejor Dirección Artística y ganó el BAFTA en la misma categoría. El modelo de la ciudad de Nueva York que Alves creó para la película Escape from New York de John Carpenter (1981) fue alabado por la crítica. En 2020 recibió el Premio ADG Lifetime por su trayectoria en la industria del cine.